# Andréas Vazaíos
Andréas Vazaíos (en grec moderne : Ανδρέας Βαζαίος, né le 9 mai 1994 à Athènes) est un nageur grec, spécialiste des quatre nages.

## Palmarès
Il participe aux Jeux olympiques de 2012 sur 200 m quatre nages, sans se qualifier. En 2015, il décroche le bronze à l'occasion des Championnats d'Europe en petit bassin sur le 100 m quatre nages. L'année suivante, il remporte le titre sur le 200 m quatre nages lors des Championnats d'Europe à Londres devant l'Israélien Gal Nevo. Aux Championnats d'Europe en petit bassin de 2017, il obtient l'argent sur le 200 m papillon et le 200 m quatre nages.
Il remporte trois médailles lors des Championnats d'Europe en petit bassin de 2019, l'or sur le 200 m papillon et le 200 m quatre nages, ainsi que le bronze sur le 100 m quatre nages. En 2021, lors des Championnats d'Europe de natation en petit bassin, il termine en tête de la finale du 200 m quatre nages.
En juin 2024, à l'occasion des Championnats d'Europe de natation à Belgrade, il décroche une médaille de bronze sur le relais 4 × 100 m nage libre avec ses compatriotes Stérgios-Mários Bílas, Kristián Goloméev et Apóstolos Chrístou. Lors de cette compétition, il décroche également la troisième place sur le relais 4 × 200 m nage libre.